# Paul Borchardt
Paul Borchardt (* 1886 in München?; † 1957) war ein deutscher Kolonialgeograf, Geologe, Theosoph und Spion.

## Leben
Schon in jüngeren Jahren interessierte Borchardt sich für Geographie und wandte sich zudem der Theosophie zu. Bereits seine Veröffentlichung von 1910, ein Kommentar zu Isis Unveiled von Helena Blavatsky, weist ihn als Mitglied der „Theosophischen Gesellschaft“ und der „Gesellschaft für Erdkunde zu Berlin“ aus. Borchardt war Teilnehmer am Ersten Weltkrieg unter Colmar von der Goltz im Nahen Osten, arbeitete als Flieger und vermutlich als Agent. Er diente ab 1913 in der deutschen Armee. 1929 erhielt er eine Professur in München. Als Forscher reklamierte er 1926 aufgrund seiner tunesischen Ausgrabungen in den Ruinen von Gabès den Tritonsee als Ort von Platons Atlantis.
Auf Grundlage des Gesetzes zur Wiederherstellung des Berufsbeamtentums vom April 1933 wurde er wegen seiner jüdischen Abstammung aus dem Staatsdienst entlassen. Im Zuge der Reichskristallnacht im Herbst 1938 verhaftet, brachte man ihn ins Münchener Gefängnis und später ins KZ Dachau, wo er, späteren Angaben gegenüber dem MI5 zufolge, misshandelt wurde.

## Exil
Auf Intervention eines Verwandten beim Chef der Abwehr, Admiral Canaris, erreichte die Abwehrstelle München seine Freilassung. Von dieser erhielt er Reisepapiere, mit denen er 1939 in Großbritannien eintraf. Hier trat er angeblich zum Katholizismus über. Beim britischen Geheimdienst MI5 existierte bereits seit 1920 eine Akte über ihn (Az. KV 2/2429), allerdings war man unschlüssig, wie mit Borchardt zu verfahren sei, der sich dem Secret Service als „jüdischer Anti-Nazi“ andiente: „[E]s ist vielleicht das erste gesicherte Beispiel eines feindlichen Agenten, der dieses Land als jüdischer Flüchtling betritt.“ Er wurde nicht interniert oder in seiner Bewegungsfreiheit eingeschränkt und man vermutete, ihm sei wegen seiner nichtjüdischen Frau eine Rückkehr angeboten worden.
1940 reiste Borchardt in die USA und bot auch hier seine Dienste an. Als Kontaktperson „Robert“ fand man ihn im März 1941 im deutschen Notizbuch des Majors Ulrich von der Osten, den die „Abwehr I H West“ unter dem Decknamen „Don Julio Lopez Lido“ als Boten der spanischen Botschaft in die USA entsandt hatte und der bei einem Autounfall auf dem Broadway verstorben war. Als kurz vor Kriegseintritt der USA das deutsche Generalkonsulat in New York seine Akten im Kamin verbrannte, sicherte ein Pförtner, der für das FBI arbeitete, einen Teil für seinen Auftraggeber. Aus den Unterlagen wurde Borchardt als  das Mitglied „Robert“ des Spionagerings Joe K um Kurt Frederick Ludwig identifiziert. Beim Auffliegen des Rings war die British Security Coordination entscheidend tätig. Am 13. März 1942 wurde Borchardt durch das U.S. District Court for the Southern District of New York wegen Konspiration und Spionage „vor dem Kriegszustand“ anstatt zum Tode zu 20 Jahren Gefängnis verurteilt.
Borchardt sprach mehrere Sprachen fließend und hatte als Mitglied der Royal Geographical Society zahlreiche Bekannte in den USA. Er verschwieg im Prozess die Namen der deutschen Offiziere, die ihm aus dem KZ und zur Flucht verholfen hatten. Mit Unterstützung des Auswärtigen Amtes bewirkte ein ehemaliger Offizier der Abwehr München nach dem Krieg Borchardts vorzeitige Freilassung und eine Rente.

## Publikationen
- Ein Kommentar zu dem Werke Die entschleierte Isis von H. P. Blavatsky. Theosophisches Verlagshaus Dr. Hugo Vollrath, Leipzig o. J. [1910] (56 Seiten).
- Platos Insel Atlantis – Versuch einer Erklärung, mit 3 Skizzen und 2 Karten. In: Dr. A. Petermann's Mitteilungen aus Justus Perthes Geographischer Anstalt. Jg. 73, Heft 7/8, 1927, S. 19–32 und Tafel 3.
- Nordafrika und die Metallreichtümer von Atlantis. In: Dr. A. Petermann's Mitteilungen aus Justus Perthes' Geographischer Anstalt. Jg. 73, 1927, S. 280–282.

## Einzelbelege
1. ↑  Winfried Meyer: Unternehmen Sieben. Eine Rettungsaktion für vom Holocaust Bedrohte aus dem Amt Ausland/Abwehr im Oberkommando der Wehrmacht. Hain, Frankfurt am Main 1993, ISBN 3-445-08571-4, S. 201.
2. ↑  webarchive.nationalarchives.gov.uk, unter: German Intelligence Agents and suspected Agents (abgerufen: 15. März 2019)
3. ↑  Gert Buchheit: Der deutsche Geheimdienst. List, München 1966.

| Personendaten    | Personendaten                |
| ---------------- | ---------------------------- |
| NAME             | Borchardt, Paul              |
| ALTERNATIVNAMEN  | Robert                       |
| KURZBESCHREIBUNG | deutscher Spion und Geograph |
| GEBURTSDATUM     | 1886                         |
| GEBURTSORT       | unsicher: München            |
| STERBEDATUM      | 1957                         |